# Kőszeghy Péter (irodalomtörténész)
Kőszeghy Péter (Budapest, 1951. szeptember 26. –) magyar irodalomtörténész, művelődéstörténész, könyvkiadó, főiskolai és egyetemi tanár, pedagógus. A Magyar Könyvkiadók és Könyvterjesztők Egyesülésének elnökségi tagja.

## Életpályája
Szülei: Kőszeghy László és Bíró Erzsébet. 1970-1971 között számítógépes programozóként dolgozott. 1972-1974 között a Szegedi Tanárképző Főiskola matematika-kémia szakos hallgatója volt. 1974-1979 között az ELTE BTK magyar-történelem szakos hallgatója. 1979-1981 között a Képző- és Iparművészeti Szakközépiskola tanára. 1982-1984 között a Hanoi Egyetem lektora. 1984-1989 között, valamint 1991 óta a Magyar Tudományos Akadémia Irodalomtudományi intézetének tudományos főmunkatársa. 1985 óta a Bibliotecha Hungarica Antiqua sorozatszerkesztője. 1990 óta a Magyar Képzőművészeti Főiskola tanára, 1991-1995 között elméleti tanszékvezető docens. 1989-1991 között a Petőfi Irodalmi Múzeum főigazgató-helyettese volt. 1991 óta a Balassi Kiadó alapító igazgatója. 1992 óta a Régi Magyar Könyvtár című sorozat szerkesztője. 1993-1994 között az Irodalomtörténeti Közlemények főszerkesztője. 1994-től az Irodalomtörténeti Közlemények szerkesztő bizottságának tagja. Tanított még a Szombathelyi tanárképző Főiskolán, a Károli Református Egyetemen és a Pázmány Péter katolikus Egyetemen.
Kutatási területei a 16–17. század magyarországi irodalma és művelődéstörténete, Balassi Bálint élete és művei, valamint a Theagenes és Chariclia magyarországi recepciója.

## Magánélete
1981-ben házasságot kötött Pongrácz Máriával. Két gyermekük született; Anna (1985) és László (1992).

## Fontosabb publikációi
- Szabó Géza társszerzővel: Gyarmathy Balassi Bálint énekei, Budapest, Szépirodalmi Könyvkiadó, 1986
- Irodalom és művészetek a kezdetektől a 18. sz. elejéig, in: A magyarságtudomány kézikönyve, Budapest, Akadémiai Kiadó, 1991. p. 357–536. Szerk. Kósa László / Literatur und Künste von den Anfangen bis zum Beginn des 18. Jahrhunderts, in: Die Ungarn ihre Geschichte und Kultur, Budapest, Akadémiai Kiadó, 1994, p. 205–326. Herausgegeben von László Kósa / Literature and the Arts from the Beginnings to the 18th Century, in: A Companion to Hungarian Studies, Budapest, Akadémiai Kiadó, 1999, p. 225–344, edited by László Kósa
- Czobor Mihály (?): Theagenes és Chariclia, RMKT 16/10. p. Budapest, Akadémiai Kiadó–Balassi Kiadó, 1996, p. 419.
- Csáktornyai Mátyás, Gróbián, Régi Magyar Könyvtár, Források 9, Budapest, Balassi Kiadó, 1999, p. 113
- Kőszeghy Péter (szerk.): II. Piusz pápa feljegyzései II/2 (2. köt.) 7–12. könyv, Történelmi források II. [eredeti cím: Commentarii rerum memorabilium, ford.: Bellus Ibolya és Boronkai Iván], Balassi Kiadó, Budapest, 2001
- Theagenes und Charikleia: der erste Ungarische (Vers)Roman, in: Der Mythos von Amor und Psyche in der europäischen Renaissance, Hrsg. József Jankovics, S. Katalin Németh, 2002
- Balassi Bálint összes művei, (Osiris klasszikusok), Budapest, Osiris Kiadó, 2004, p. 564
- Balassi és a legfőbb hatalom, avagy Balassi teológiája, Hungarologische Beiträge 15., Universität Jyväskylä, 2004, p. 29–60
- Balassi Bálint – Magyar Alkibiádész, Budapest, Balassi Kiadó, 2008, 406 l.
- Jankovics József társszerzővel: Telegdi Kata? verses? levele? in Erdély Reneszánsza, Kolozsvár, EME, 2009
- Balassi Bálint – Magyar Amphión, Budapest, Balassi Kiadó, 2014, 560 l.
- Regénytöredék barátnémhoz. Az élet vidám álorcája; Noran Libro, Bp., 2017

## Díjak, kitüntetések
- A Magyar Érdemrend lovagkeresztje (2013)
- Klaniczay-díj (2012)
- Akadémiai Díj (2015)
- Móricz Zsigmond-emlékérem (2019)